# 大内青巒
大内 青巒（おおうち せいらん、弘化2年4月17日（1845年5月22日）- 大正7年（1918年）12月16日）は、明治期から大正期における仏教学者・思想家。名は退（まかる）。字は巻之。別号を藹々居士。

## 経歴
出生から修学期
1845年(弘化2年)、陸奥国（後の陸前国）仙台で生まれた。はじめ宮城郡東宮浜（現・七ヶ浜町）、後に常陸国水戸に出て、曹洞宗寺院でで出家して「泥牛」と号した。その後江戸へ出て、仏教の研鑽を志した。
明治維新後
明治維新後は、大洲鉄然の推挙により浄土真宗本願寺派本山本願寺（西本願寺）第21世宗主大谷光尊の侍講をつとめた。1874年に雑誌『報四叢談』、1875年に新聞『明教新誌』を発刊し、仏教に基づいた啓蒙思想家として活動した。1881年には、佐田介石、浅田宗伯らと国産愛用結社「観光社」を結成。1889年、島地黙雷や井上円了らとともに天皇崇拝を中心とする仏教政治運動団体「尊皇奉仏大同団」を結成。曹洞宗の『修証義』を起草した。
東洋大学学長時代
1914年、井上円了が設立した哲学館を継いだ東洋大学の第4代学長に就任。学長在任中には、専門学校令により設置された大学で、日本教育史上初めて女子の入学を許可するなど門戸を開き、後進の育成に努めた。1918年6月、学長を退任。
同1918年12月、脳溢血のため死去。

## 家族・親族
- 父：大内権右衛門は仙台藩士。
- 息子：大内青坡は洋画家。
- 息子：大内青圃は彫刻家・仏師。
- 孫：大内青琥は画家・エッセイスト。青坡の息子。
- 娘婿：木村五郎は彫刻家。

## 著作
著書
- 『豆州熱海誌』真誠社 1878
- 『釈門事物紀原』鴻盟社 1883
- 『日本仏教史略』鴻盟社 1884
- 『仏教大意』鴻盟社 1884
- 『青巒居士演説集』第1編 鴻盟社 1884
- 『禅学入門』鴻盟社 1884
- 『六合釈講義』鴻盟社 1886
- 『唯識二十論述記科図』鴻盟社 1886
- 『洞上在家修証義』曹洞扶宗会 1888
- 『三宝三帰について』慈恵社 1889
- 『尊皇奉仏論』鴻盟社 1889
- 『曹洞教会修証義聞解』鴻盟社 1891
- 『新年の仏法』顕道書院 1891
- 『天籟百却典』法王館 1892
- 『宇宙之光』藹々居士、哲学書院 1892
- 『般若心経講要』白雲精舎 1893
- 『仏教唱歌集』法蔵館 1892、1893
- 『菩提の栞』鴻盟社 1894
- 『戦争と仏教』国母社 1894
- 『道ある軍 仏教軍歌』国母社 1894
- 『寿』国母社 1894
- 『般若心経・仏説法滅尽経』(仏教通俗講義 5) 光融館 1894
- 『原人論』(仏教通俗講義 9) 光融館 1894
- 『六波羅密』国母社 1895
- 『ひさかた』国母社 1895
- 『禅学三要』国母社 1897
- 『心地観経報恩品講義』鴻盟社 1900
- 『大家の二説：日本仏教の本色』大日本曹渓会 1900
- 『報徳談』鴻盟社 1900
- 『皇室と仏教の関係』鴻盟社 1900
- 『恩海一滴』大日本曹渓会出版部 1900
- 『仏教演説外護篇』国母社 1902
- 『永平高祖伝略』其中堂 1902
- 『六方礼経講話』鴻盟社 1902
- 『普勧坐禅儀詮要』鴻盟社 1902
- 『忠孝』鴻盟社 1902
- 『教海新潮 修証義御教諭』鴻盟社 1904
- 『結制の由来』鴻盟社 1906
- 『通俗禅学大意』鴻盟社 1906
- 『碧巌集講話』鴻盟社 1906
- 『四十二章経講義』光融館 1907
- 『仏教の根本思想』井冽堂 1908
- 『報国禅話』鴻盟社 1908
- 『道徳之根底』井冽堂 1909
- 『円覚経講義』光融館 1909
- 『人道講話』森江本店 1911
- 『歴史上の人物と仏教』仏都新報社 1912
- 『渓声山色』鴻盟社 1912
- 『明治天皇と仏教』鴻盟社 1912
- 『報恩講話 仏教道徳』鴻盟社 1913
- 『週訓講話』修養世界社 1913
- 『禅之極致』丙午出版社 1913
- 『軍国の仏教徒』鴻盟社 1914
- 『昭憲皇太后と仏教』鴻盟社 1914
- 『道は近きにあり』東亜堂書房 1915
- 『心の修練』東亜堂書房 1915
- 『御大典と仏教』鴻盟社 1915
- 『青巒禅話＊丙午出版社 1915
- 『破木杓』至誠堂書店 1915
- 『処世之道』至誠堂書店 1915
- 『教育勅語要解』明誠館書店 1916
- 『人生の快楽 文昌堂 1916
- 『寒山詩講話』明治出版社 1917
- 『力の活用』文昌堂書店 1917
- 『自ら救ふ力』中央出版社 1917
- 『人生の旅』中央出版社 1927
- 『参禅道話』中央出版社 1927
- 『人生の指針処世の要諦世渡りの道』中央出版社 1928
- 『仏遺教経講義』学而書院 1934
- 『千手千眼無礙大悲心陀羅尼因由経』狗仏会 1950

## 関連文献
- 東洋大学1937『東洋大学創立五十年史』